# Судовщина
Судовщина (бел. Судоўшчына) — деревня в Мстиславском районе Могилёвской области Белоруссии. Входит в состав Копачевского сельсовета.

## География
Деревня находится в северо-восточной части Могилёвской области, в пределах Оршанско-Могилёвской равнины, в верховьях реки Домалка (приток Белой Натопы), на расстоянии примерно 12 километров (по прямой) к западу-северо-западу (WNW) от Мстиславля, административного центра района. Абсолютная высота — 198 метров над уровнем моря.

## История
В конце XVIII века деревня входила в состав Мстиславского воеводства Великого княжества Литовского.
Согласно «Списку населенных мест Могилёвской губернии» 1910 года издания населённый пункт входил в состав Лизаровского сельского общества Старосельской волости Мстиславского уезда Могилёвской губернии. Имелось 20 дворов и проживало 133 человека (73 мужчины и 60 женщин).

## Население
По данным переписи 2009 года, в деревне проживало 7 человек.